# Zagłówek

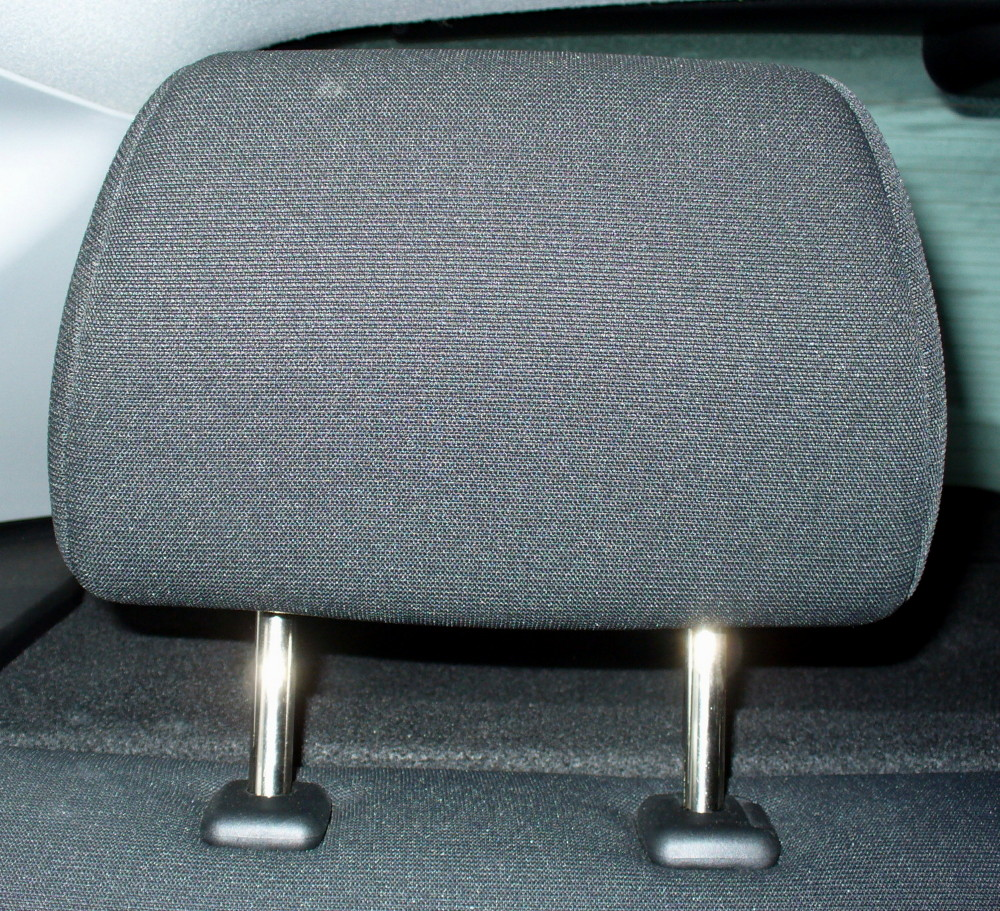
Zagłówek - Fotel kierowcy w samochodzie marki Mazda

Zagłówek – element wyposażenia pojazdów silnikowych głównie pojazdów samochodowych. Umieszczony nad oparciem fotela element, mający na celu przytrzymywanie głowy osoby siedzącej w fotelu.
W transporcie zadaniem zagłówków jest niedopuszczenie do nagłego przemieszczenia głowy ku tyłowi pojazdu, które mogłoby prowadzić do urazów kręgosłupa.
Drugim zadaniem zagłówka jest podniesienie komfortu podróżowania poprzez umożliwienie wygodnego oparcia głowy.

## Aktywny zagłówek
Na pomysł zastosowania aktywnych zagłówków (wyłącznie na przednich fotelach) jako pierwsi na świecie wpadli konstruktorzy szwedzkiego koncernu Saab – nazwano je SAHR.
Działanie aktywnego zagłówka polega na tym, że w momencie tylnego uderzenia ciało kierowcy i pasażera naciska na specjalną płytę umieszczoną w oparciu fotela. Wówczas uruchamiany jest mechanizm przesuwający zagłówek (do przodu i góry), który w ten sposób zapobiega swobodnemu ruchowi głowy do tyłu (zmniejsza jednocześnie siłę uderzenia głowy o zagłówek).
Inne rozwiązanie zastosowała firma Autoliv - urządzenie SIHR (samonadmuchujący się zagłówek; Self-Inflating Head Restrain); małe pojemniki z powietrzem montowane w oparciach fotela.
Aktywne zagłówki są stosowane także w wielu modelach aut produkcji BMW, jako opcja wyposażenia dodatkowego. Są to tzw. zagłówki pirotechniczne, w których (podobnie jak przy pirotechnicznych napinaczach pasów bezpieczeństwa stosowanych na wszystkich siedzeniach auta) wybuchające w nich, w chwili uderzenia w tył pojazdu, małe ładunki pirotechniczne rozdzielają elementy dystansowe w zagłówkach, powodując ich błyskawiczne przemieszczenie się (kurczące się mocne sprężyny stalowe) w kierunku głowy osoby na siedzeniu, skracając tym samym dystans między zagłówkiem a  "lecącą" w jego kierunku głową, łagodząc jednocześnie siły uderzenia (zmniejszenie przyśpieszeń uderzających w zagłówki głów). W momencie dotarcia tzw. fali uderzeniowej od lędźwiowo-piersiowych odcinków kręgosłupa (pierwsze miejsca przejęcia przez kręgosłup sił uderzenia z oparć foteli) i dalej, poprzez wiotką szyję aż do głowy, to jest ona wówczas już dość skutecznie podparta lub przynajmniej są już przygotowane oba zagłówki na przyjęcia-podparcie "lecących" w ich kierunkach głów) poprzez "wysunięcie" w ich kierunku obu zagłówków.
Francuski koncern Renault stosuje zagłówki umieszczone na elipsoidalnych wspornikach z możliwością regulowania ich szerokości.